# Jardinella acuminata
Jardinella acuminata és una espècie de gastròpode d'aigua dolça de la família Hydrobiidae.

## Distribució geogràfica
És un endemisme d'Austràlia.